# Vjačeslav Vojnov
Vjačeslav Leonidovič Vojnov, detto Slava (in russo Вячеслав Леонидович Войнов?; Čeljabinsk, 15 gennaio 1990), è un hockeista su ghiaccio russo professionista che gioca nel ruolo di difensore nella KHL. Nella NHL con i Los Angeles Kings ha vinto le Stanley Cup 2012 e 2014.

## Palmarès

### Club
- Stanley Cup: 2

Los Angeles: 2011-12, 2013-14

### Nazionale
- Campionato mondiale di hockey su ghiaccio Under-18: 1

Finlandia 2007

### Individuale
- AHL All-Star Classic: 1

2011
- AHL Second All-Star Team: 1

2010-2011